# Joaquín Manuel de Villena y Guadalfajara
Joaquín Manuel de Villena y Guadalfajara (Zamora, 21 de diciembre de 1709-El Puerto de Santa María, 2 de marzo de 1790) fue un marino español, 1.er marqués del Real Tesoro. Estuvo casado con Beatriz de Mendoza y Ribera.

## Biografía
Cesáreo Fernández Duro le hace nacido en Zamora. Habría sido bautizado el 21 de diciembre de 1909. Navegó en el Océano, Mediterráneo y América Septentrional, mandando distintas fragatas y navíos y sostuvo varias acciones de guerra. Tomó parte como Capitán de Navío del Oriente de 60 cañones y 600 hombres el 22 de febrero de 1744 en la batalla de Tolón, cerca de las Hyères en el Mediterráneo, entre navíos franceses, españoles e ingleses. La victoria sobre la escuadra inglesa de Thomas Mathews fue largamente celebrada en la Corte de Madrid.  Fue caballero de la Orden de Malta. 
Fue jefe de escuadra de la flota de Indias de Veracruz-La Habana en 1757. En 1760, el rey Carlos III le concedió el título de marqués del Real Tesoro y teniente general de la Armada española. Fundó el hospital provincial de Cádiz y el hospital de El Puerto de Santa María. Fue presidente de la Real Casa de Contratación de Cádiz. Habría fallecido el 1 de marzo de 1790 en El Puerto de Santa María. Sus restos se encuentran enterrados en la Iglesia Mayor Prioral del Puerto desde 1790.